# スーパーアドベンチャーロックマン
『スーパーアドベンチャーロックマン』（SUPER ADVENTURE ROCKMAN）は、カプコンから発売されたアドベンチャーゲームである。PlayStation版は1998年6月25日に、セガサターン版は1998年9月23日にそれぞれ発売されている。CD-ROM3枚組で「月の神殿」「死闘！ワイリーナンバーズ」「最後の戦い！！」の3つのエピソードに分かれている（ストーリーは連続している）。

## 概要
ロックマンシリーズ初のアドベンチャーゲーム。アニメーションによるインタラクティブムービーが基本で、出現する選択肢によってストーリーが分岐する。ストーリーを進めていくと敵との戦いもあり、戦いは前視点による撃ち合いの戦いになる。ストーリーの大筋は一本道だが、遭遇する敵や一部展開が選択肢で変化する。アニメの途中に方向が表示されるQTEも存在し、失敗するとダメージを受けたりする。ライフが無くなるとバッドエンドアニメと共にゲームオーバーとなるが、特定の戦闘で敗北した場合は仲間に助けてもらえ、再戦するか選択可能（ライフも全回復する）。選択に応じてE缶・ブルースシールド・敵の情報カードが手に入る場合もある。
登場するキャラは主に『ロックマン』『ロックマン2』『ロックマン3』のものであり、オープニングやエンディングには『ロックマン8』と同じテーマソングが使用されている。なおセガサターン版は発売直後に画像の乱れが発生することが判明したためソフトが回収され、修正版を発売した。
一つのストーリーを三部作構成のアニメで描くOVAのような構成となっており、順番にクリアする必要は無く、いきなりエピソード2や3から始めることも可能。ただし、エピソード開始時には前のエピソードのクリアデータを引き継げるようになっている。各エピソードは起動するとそれぞれのオープニングアニメが流れ、冒頭にはそれまでのあらすじを兼ねた導入アニメが入る。クリアするとセーブ画面を経てエンディングと次回予告が流れ、タイトル画面に戻る。エピソード3をクリアするとゲーム全体のエンディングとなる。
プロデューサーの稲船敬二は、本作について「ロックマンが会社に安売りされていた時期があって、その中でも最低のゲーム」と述べており、特にストーリー面で直接的に人間が死ぬ描写が度々入っていることや、（展開によっては）地球が破滅する結末があることなどに関し苦言を呈した上で、そういった不満があったものの、前任者が辞めてしまったために、途中からしか製作に携われなかったために自分が修正する余裕がなかったことを明かしている。

## ストーリー
20XX年、南米アマゾンにランファント遺跡群と呼ばれる謎の遺跡が突如出現した。その遺跡は強力な電磁波を発しており、いかなる機械も寄せつけなかった。3年後、遺跡の調査に向かったDr.ワイリーは、そこで「ラ・ムーン」と呼ばれるスーパーコンピュータと出会い、その力を利用して世界征服を開始する。それを知ったロックマンたちはワイリーの野望を阻むために、ランファント遺跡群の中心「月の神殿」に向かう。

## 登場キャラクター
一部のキャラクターの詳細についてはロックマンシリーズ、およびロックマンシリーズ#ナンバリング作品の各作品の項目を参照。

### ロックマンと仲間たち
DRN.001 ロックマン（Rockman）
声 - 折笠愛
平和を守るためにワイリーと戦ってきた正義のロボット。ワイリー、そしてラ・ムーンの野望を食い止めるべく旅立っていった。
Dr.ライト（Dr.Right）
声 - 飯塚昭三
ロックやロールの生みの親。ロックのために電磁波を防ぐ特殊コーティングを施した。
DRN.002 ロール（Roll）
声 - 吉田小南美
ロックマンの妹のような存在の家庭用ロボット。ラ・ムーンの電磁波の影響を受け意識を失う。ゲームオーバーシーンでは完全に機能が停止し、死亡してしまう。
DRN.000 ブルース（Blues）
声 - 置鮎龍太郎
ウッドマン、ハードマン、スパークマンとの対決で敗れた際に助けに来る。また、ロックマンにブルースシールドを授ける。

### 敵キャラクター
Dr.ワイリー（Dr.Wily）
声 - 青野武
全編に登場。当初は改心したという事でDr.ライトの研究所にいたが、償いと称してランファント遺跡群の調査に向かった際にラ・ムーンを発見。掌を返して再び世界征服を企み、電磁波を流して世界中に降伏を迫る。しかし、実はラ・ムーンに騙されて利用されており、征服したがっている地球を自ら破滅に追い込んでいる事に気付いておらず、ゲームオーバーシーンでは地球を滅ぼしてしまう。終盤でラ・ムーンが本性を現したことで利用されていたと気付き、ロックマンと一時休戦して彼の味方になる。ロックマンがダブルロックバスターを放とうとした際にはその身を案じて止めようとした。ラ・ムーン撃退後は、ロックマンに「今日の所は借りにしといてやる」と何処かへと逃走していった。
ラ・ムーン（Ra Moon）
本作の事件の黒幕。数百万年前に異なる天体で機械から作られ、2万年前に地球へ落下したスーパーコンピューター。ワイリーが発見し、世界征服を企む彼と協力していたが、実際はワイリーをメンテナンスのために利用していた。
ラ・トール（Ra Thor）
新ワイリーナンバーズだが、「No.」はない。性能としてはスピードがクイックマンの2倍、パワーがウッドマンとハードマンの3倍である模様。体の材質が特殊合金で作られている。ワイリーが製作したが、調整はラ・ムーンに任せていたため、最初からラ・ムーンの配下に当たっている。情報カードによると、雷攻撃が弱点の模様。
新イエローデビル（New Yellow Devil）
本作のラストボス。ラ・ムーンがDr.ワイリーのパソコンから外観と大きさだけを取り出して作り出した完全なロボット（イエローデビルという名前ではあるが、体色は黒が主体である）。自力歩行が可能であり、エネルギーの供給源がラ・ムーンと一緒である。

### ライトナンバーズ
DRN.003 カットマン（Cutman）
声 - 渕崎ゆり子
メタルマン、フラッシュマン、タップマンとの対決で敗れた際に助けに来る。関西弁を話す。
DRN.004 ガッツマン（Gutsman）
声 - 小野健一
バブルマン、ヒートマンとの対決で敗れた際に助けに来る。口癖は「ガッツガッツ」。
DRN.005 アイスマン（Iceman）
声 - 渕崎ゆり子
敵に敗れても助けにくることはなくラ・ムーン撃破後の終盤に到着した。出番はほとんどなく、セリフはエンディングのみ。
DRN.006 ボンバーマン（Bomberman）
声 - 大森章督
マグネットマンとの対決で敗れた際に助けに来る。
DRN.007 ファイヤーマン（Fireman）
声 - 大森章督
クラッシュマンとの対決で敗れた際に助けに来る。
DRN.008 エレキマン（Elecman）
声 - 田野めぐみ
エアーマンとの対決で敗れた際に助けに来る。

### ワイリーナンバーズ
DWN.009 メタルマン（Metalman）
Disc1に登場。初戦で戦うロボット。
DWN.010 エアーマン（Airman）
Disc2に登場。遺跡ステージに登場する。
DWN.011 バブルマン（Bubbleman）
Disc1に登場。ロックマンが川を通るルートを選んだときに登場する。
DWN.012 クイックマン（Quickman）
声 - 森久保祥太郎
Disc1に登場。ワイリーに忠誠を誓いつつ、正々堂々とした戦い方を信条とする潔さを持つロボット。故にロックマンの対等なライバル。悲壮な最期を遂げるが、終盤で他のボス（コアまで破壊されたシャドーマンを除く）と共に復活する。
DWN.013 クラッシュマン（Crashman）
Disc2に登場。ロックマンに奇襲攻撃してくる。
DWN.014 フラッシュマン（Flashman）
Disc1に登場。クイックマンと戦う前に登場。
DWN.015 ヒートマン（Heatman）
声 - 森久保祥太郎
Disc1に登場。ロックマンが川を通らないルートを選んだときに登場する。名古屋弁で話す。
DWN.016 ウッドマン（Woodman）
Disc2に登場。親友のシャドーマンを破壊したロックマンを憎み、自慢の怪力で猛攻を仕掛けてくるが、頭を撃ち抜かれ絶命する。
DWN.017 ニードルマン（Needleman）
Disc2に登場。ロックマンに不意打ち攻撃を仕掛ける。
DWN.018 マグネットマン（Magnetman）
Disc3に登場。迷宮に迷い込んだロックマンを自らの必殺武器「マグネットミサイル」でしつこく追い詰める。
DWN.019 ジェミニマン（Geminiman）
Disc2に登場。分身能力を持ち、神殿の頂上にたどり着いたロックマンと激闘を繰り広げる。敗北後、Dr.ワイリーが地球を「死の星」にするという話をロックマンから聞き、彼の身を案じながら絶命するが、最終決戦では復活している。
DWN.020 ハードマン（Hardman）
Disc3に登場。ロックマンとの敗北後、体がバラバラに砕け散り、あげくの果てに硫酸の海に溶かされるが、最終決戦では復活している。
DWN.021 タップマン（Topman）
Disc3に登場。ハードマンとの戦闘後に登場し、ロックマンも硫酸の海に突き落とそうとする。
DWN.022 スネークマン（Snakeman）
Disc2に登場。地下鍾乳洞のステージに登場する。
DWN.023 スパークマン（Sparkman）
Disc3に登場。やられたふりをし、油断して近づいたロックマンを罠にはめる。
DWN.024 シャドーマン（Shadowman）
Disc1に登場。彼のみコアまで破壊されたため、最終決戦でも復活はしない。

### その他
ナレーション
声 - 若本規夫
全編のゲームスタート前と中盤のナレーションを担当。

## 主題歌
オープニングテーマ曲
『ELECTRICAL COMMUNICATION』
作詞・作曲：尾澤拓実 編曲：高橋圭一、尾澤拓実 歌：GANASIA
エンディングテーマ曲
『BRANDNEW WAY』
作詞・作曲：尾澤拓実 編曲：高橋圭一、尾澤拓実 歌：GANASIA

## アニメーションスタッフ
- アニメ監督 - 奥村吉昭
- 脚本 - 康村亮
- 美術監督 - 亀崎経史
- 作画監督 - 我妻宏